# Schloss Miramare

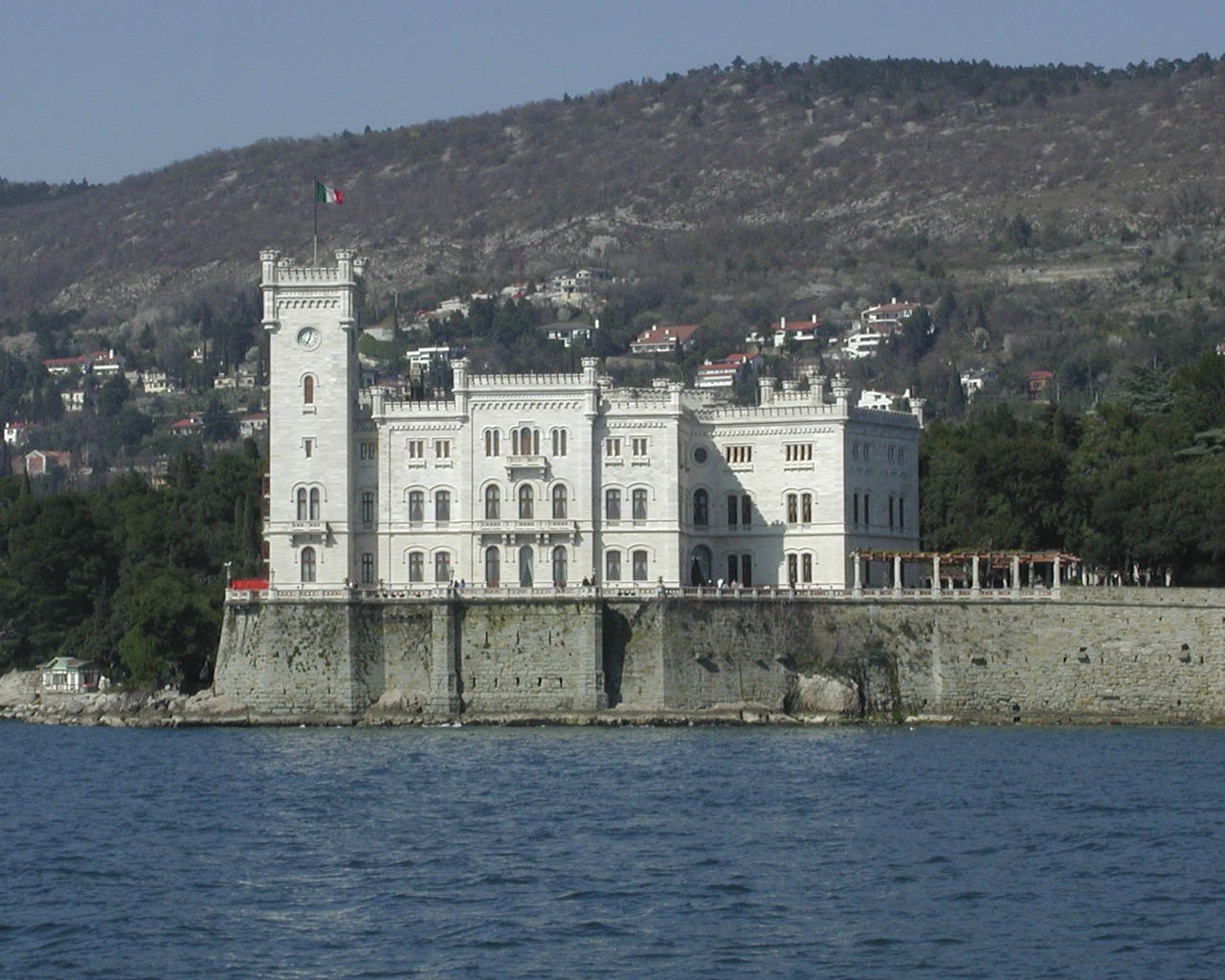
Schloss Miramare vom Meer

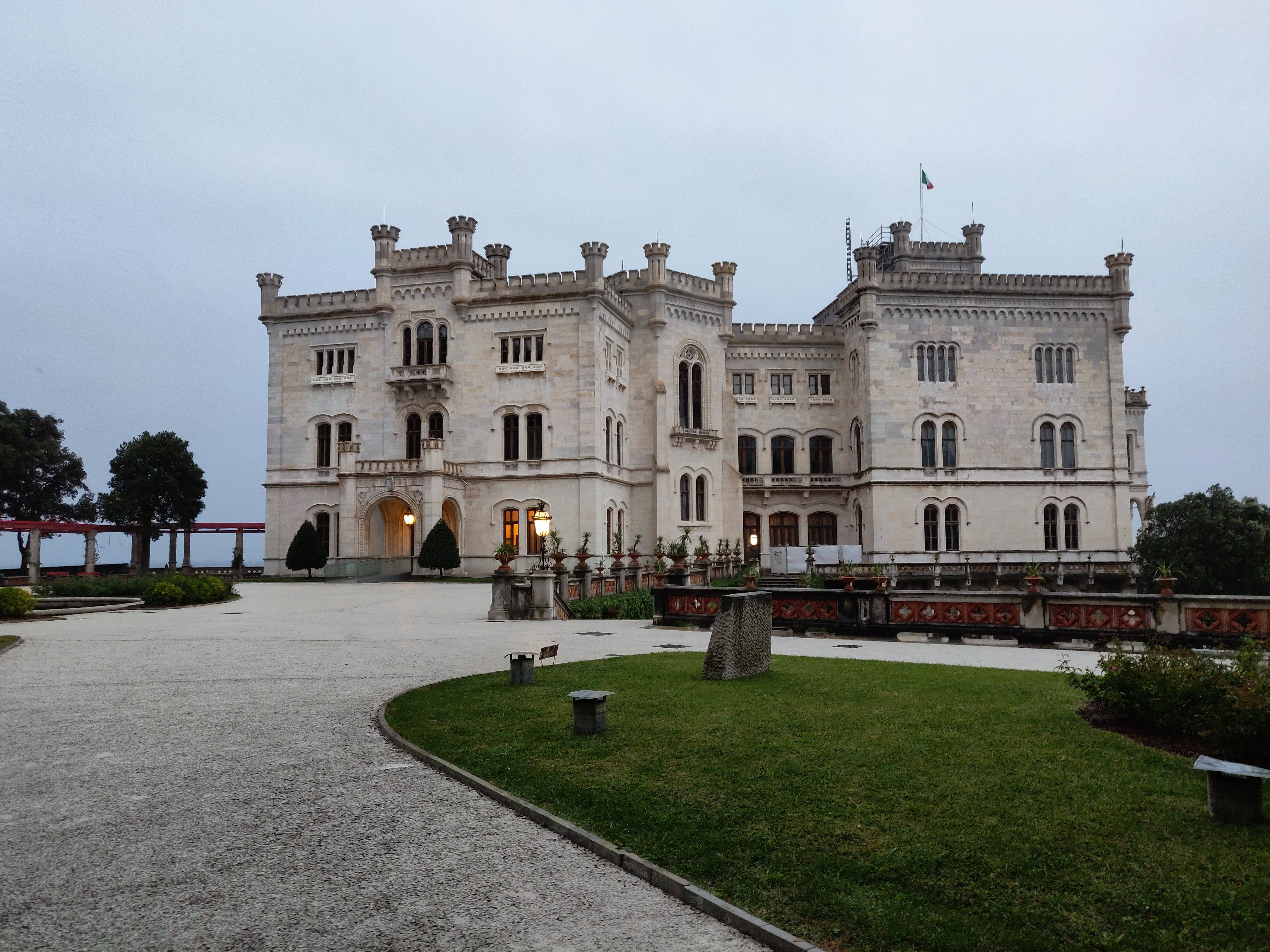
Schloss Miramare von der Landseite

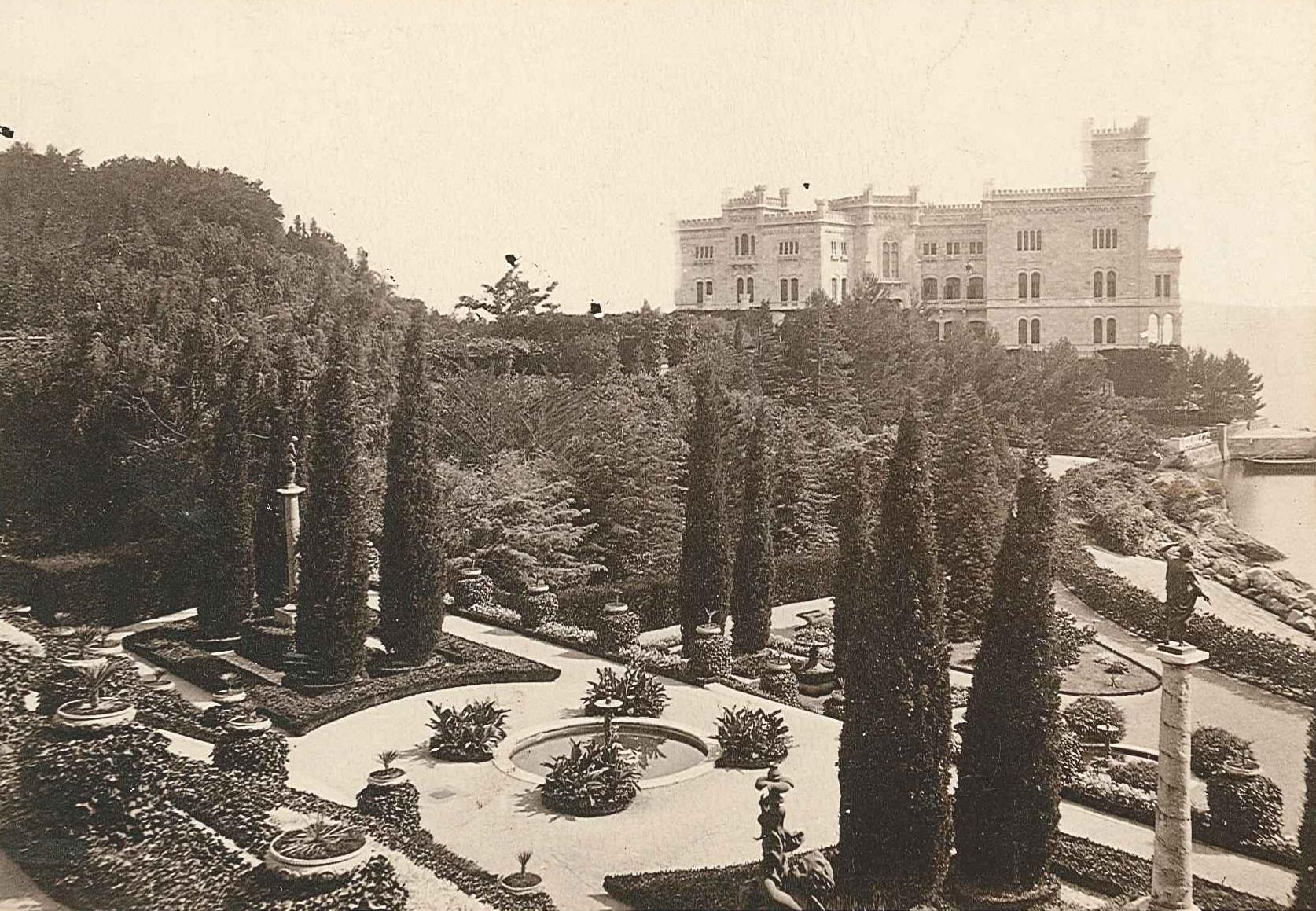
Schloss Miramare mit Garten um 1880

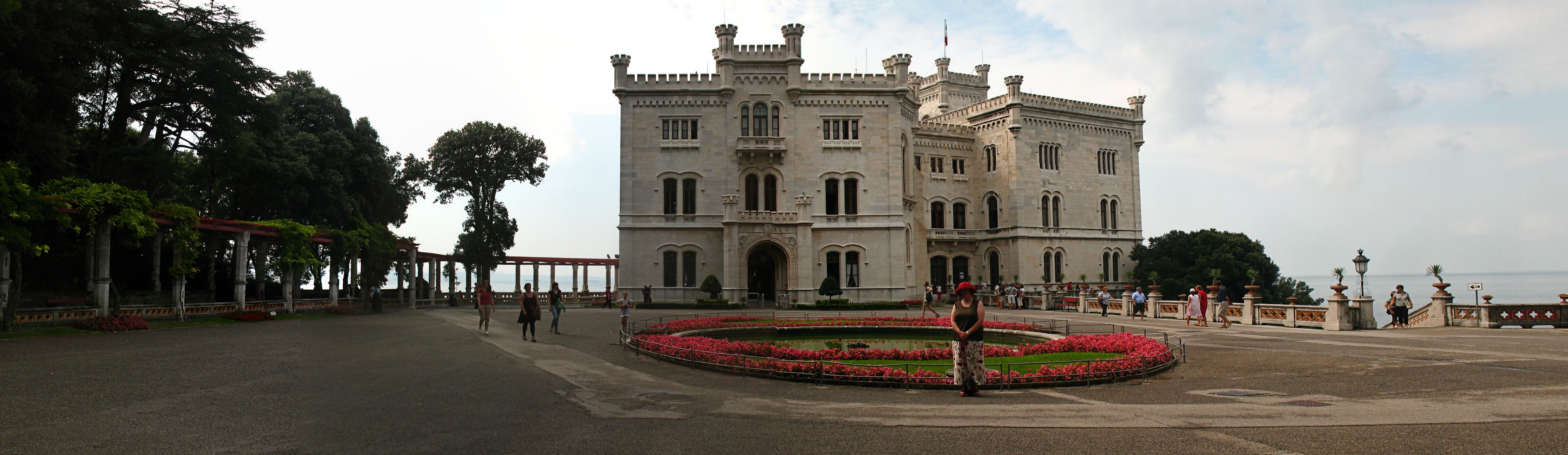
Blick von der Landseite

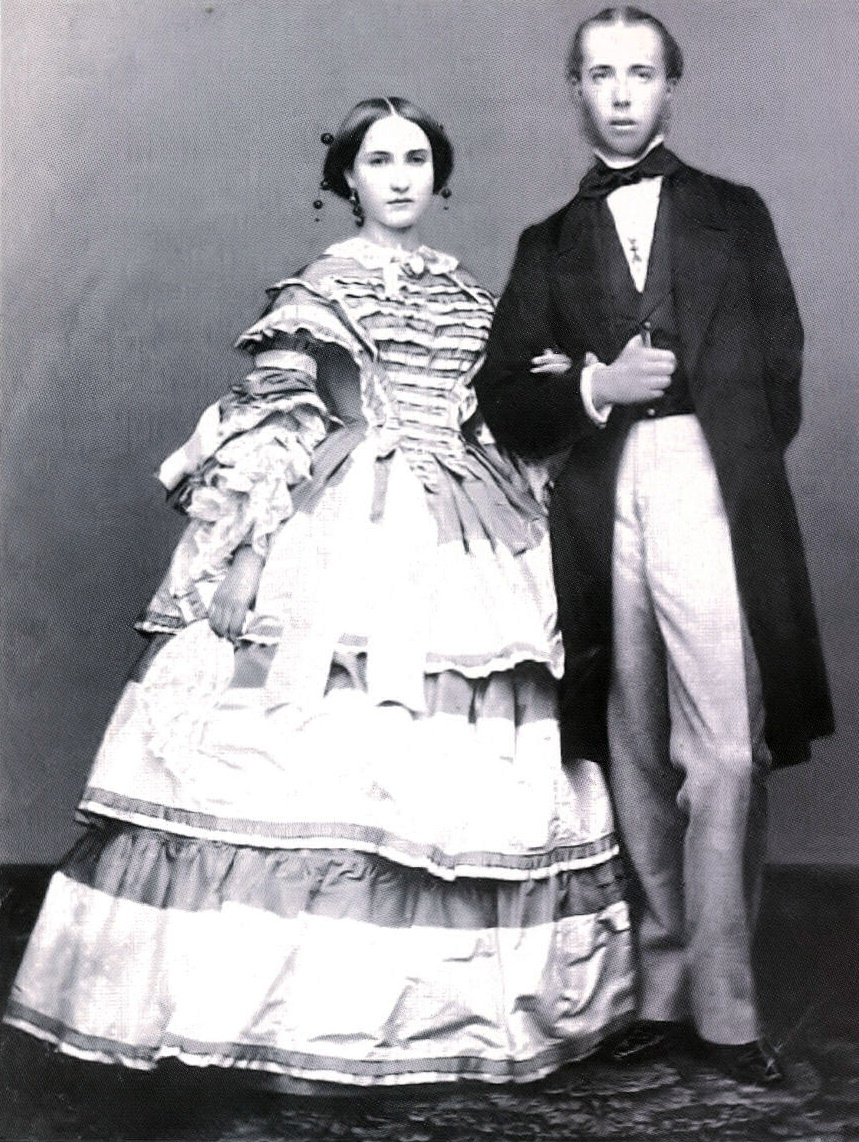
Maximilian und Charlotte (1857)

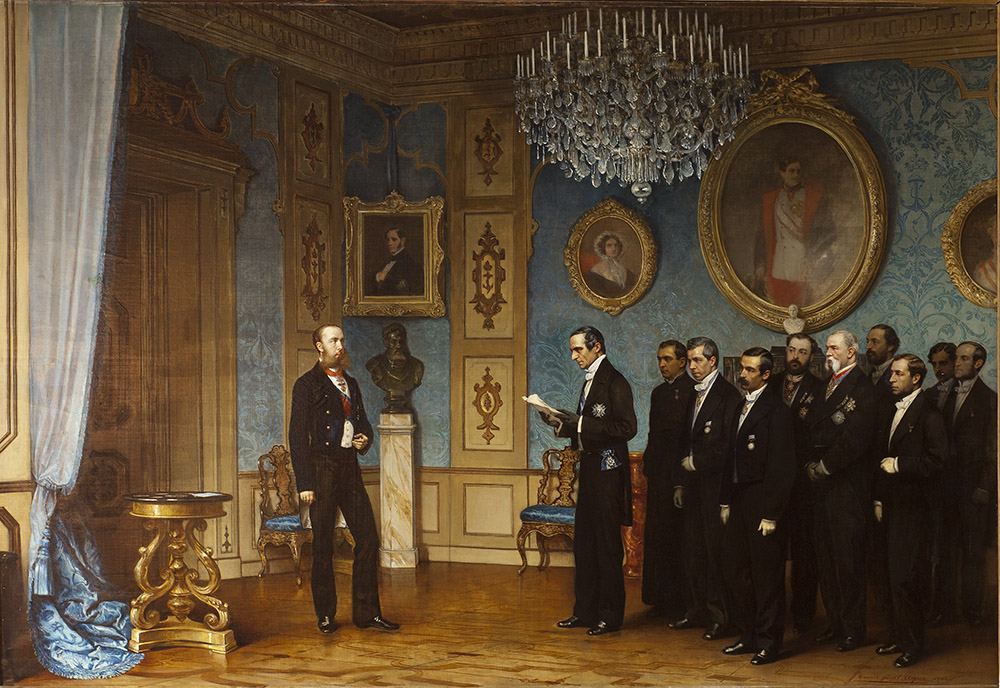
Cesare Dell’Acqua (1867): Die mexikanische Delegation bietet Erzherzog Maximilian 1863 die Kaiserwürde an.

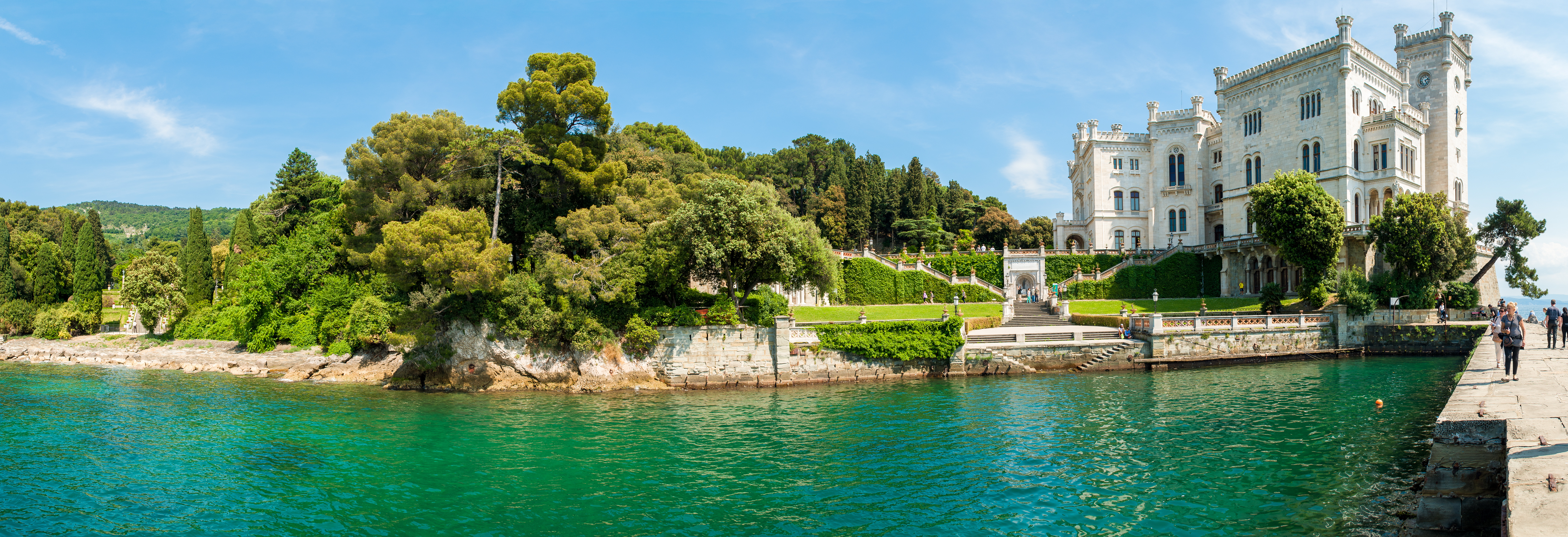
Panorama von Schloss Miramare

Schloss Miramare (italienisch Castello di Miramare) liegt auf einer Felsenklippe der Bucht von Grignano an der Adria etwa fünf Kilometer nordwestlich der italienischen Hafenstadt Triest. Die Stadt Triest und ihre Umgebung kamen bereits 1335/1382 zur Habsburgermonarchie und blieben bis 1918 österreichisch. In dieser Zeit war die Schreibweise Miramar.
Das Schloss wurde zwischen 1856 und 1860 für Erzherzog Ferdinand Maximilian von Österreich, den Bruder Kaiser Franz Josephs I. und ab 1864 Kaiser von Mexiko, sowie seine Gattin Charlotte von Belgien erbaut. Architekt und Bauleiter war Carl Junker. Das Schloss und seine Inneneinrichtung sowie die umliegende Parkanlage wurden entsprechend den detaillierten Anweisungen und Vorstellungen des Erzherzogs erbaut und spiegeln in vielen Bereichen die große Liebe Maximilians zum Meer wider. Der Name Miramar oder Miramare beruht auf den italienisch/spanischen Ausdrücken Mira (aus dem Verb „mirar“, also „anschauen“ oder „schauen“) und Mare („Meer“ auf Italienisch), bedeutet also in etwa Meeresblick. Die Innenausstattung wurde erst 1870, nach dem Tod Ferdinand Maximilians, fertiggestellt. Seit 1955 ist das Schloss als staatliches Museum für Besucher geöffnet.

## Geschichte

### Baugeschichte
Als Erzherzog Ferdinand Maximilian von Österreich, der Bruder von Kaiser Franz Joseph I., 1854 zum Oberbefehlshaber der österreichischen Kriegsmarine ernannt wurde, ließ er sich in der zur damaligen Zeit zu Österreich gehörenden Hafenstadt Triest nieder und mietete die Villa Lazzarovich auf dem Hügel San Vito.
1855 beschloss Maximilian, sich auf einem Felsvorsprung in der Nähe von Grignano eine eigene Residenz errichten zu lassen nebst einem weitläufigen Park im umliegenden Areal. Mit der Planung wurde der Wiener Architekt und Baumeister Carl Junker beauftragt, der in Triest kurz zuvor seine Arbeiten an der Eisenbahn abgeschlossen hatte. Junker legte einen Entwurf für ein villenartiges Gebäude vor, das bereits die Merkmale des heutigen Schlosses aufwies. Da Maximilian das Ergebnis nicht weitläufig genug war, lehnte er die Pläne zunächst ab und beauftragte einen weiteren Architekten, den Triestiner Giovanni Berlam. Dieser arbeitete in seinem Entwurf ein mittelalterliches Landhaus mit Dachzinnen und Türmchen aus. Maximilian lehnte auch diese Baupläne ab und entschied sich schließlich für einen zweiten Entwurf von Carl Junker, der an seine ersten Pläne zwar anknüpfte, dem ursprünglich villenartigen Bauwerk nun jedoch durch drei Stockwerke und Mezzanin monumentale Größe verlieh.
Am 1. März 1856 wurde mit dem Bau des Schlosses begonnen. Im Frühjahr 1857 wurde Maximilian zum Generalgouverneur von Lombardo-Venetien ernannt. Obwohl er zusammen mit seiner Ehefrau, Prinzessin Charlotte von Belgien, zu dieser Zeit in Mailand lebte, reiste Maximilian oft nach Triest, um die Bauarbeiten am Schloss zu verfolgen und Anweisungen zu geben. 1858 beschloss der Bauherr, auf ein Stockwerk zu verzichten, so dass das Schloss nur aus Erdgeschoss, erstem Obergeschoss und Mezzanin bestand. Zu diesem Zeitpunkt arbeiteten der österreichische Dekorateur Franz Hofmann und dessen Sohn Julius bereits an der Ausstattung der Wohn- und Schlafräume des erzherzoglichen Paares entsprechend den genauen Anweisungen und Vorstellungen von Maximilian.
Als die Lombardei 1859 als Folge der österreichischen Niederlage in der Schlacht von Solferino verloren ging, zogen sich Maximilian und Charlotte nach Triest zurück. Da die Inneneinrichtung des Schlosses noch nicht fertiggestellt war, bezog das Paar vorübergehend das Gartenhaus im Park von Miramare. Weihnachten 1860 siedelte das Paar schließlich in das Hauptgebäude um.
Am 10. April 1864 wurde Maximilian in Schloss Miramare auf Betreiben des französischen Kaisers Napoleon III. von einer mexikanischen Delegation zum Kaiser von Mexiko ernannt:

„Nach den aus Miramare eingetroffenen telegrafischen Nachrichten hat der feierliche Empfang der mexikanischen Deputation durch Se. kais. Hoh. den durchl. Herrn Erzherzog Ferdinand Maximilian im Schlosse zu Miramare, am 10. April Vormittags stattgefunden. Die Mitglieder der mexikanischen Deputation begaben sich schon um 10 Uhr Vormittags in Gallauniform von Triest aus nach Miramare und um halb 12 Uhr verkündeten die Kanonensalven des Kastells, der österreichischen Kriegsschiffe und der französischen Fregatte die Annahme der mexikanischen Kaiserkrone durch Se. kais. Hoheit den durchlauchtigsten Herrn Erzherzog von Oesterreich, Ferdinand Maximilian.“

Als er im darauf folgenden Jahr zusammen mit Charlotte nach Mexiko reiste, waren die Bauarbeiten im Inneren des Schlosses und am Park noch immer nicht abgeschlossen. In fester Überzeugung, nach Triest zurückzukehren, kümmerte sich Maximilian weiterhin um sein Bauvorhaben und schickte schriftliche Anweisungen an Hofmann. Von seinem Gärtner und Botaniker Wilhelm Knechtel, der Maximilian nach Mexiko begleitete, ließ er detaillierte Pläne für den Schlosspark anfertigen.
Nachdem Napoléon III. seine Truppen aus Mexiko abgezogen hatte und Maximilian im Kampf gegen die revolutionären Mächte des Landes alleine gelassen worden war, reiste Charlotte nach Europa, um unter anderem bei Papst Pius IX. Unterstützung zu finden. Bereits während des Besuchs in Rom zeigte die Kaiserin erste Anzeichen geistiger Verwirrung und wurde daraufhin im Gartenhaus von Miramare eingesperrt. Nach Maximilians Hinrichtung 1867 verschlechterte sich Charlottes Zustand. Auf Betreiben ihres Bruders Philipp von Belgien musste sie Miramare verlassen und wurde in Château de Bouchout im belgischen Meise untergebracht. Charlotte kehrte nie wieder nach Miramare zurück.
Die Repräsentationsräume im ersten Stockwerk des Schlosses wurden erst 1870, drei Jahre nach Maximilians Hinrichtung, fertiggestellt.

### Sommerresidenz der Habsburger (1867–1914)
Nach dem Tod von Maximilian und der Rückkehr der geistig verwirrten Charlotte nach Belgien wurde das Schloss zu einer Sommerresidenz der Habsburger.
Im September 1882 weilte Kaiser Franz Joseph I. im Schloss anlässlich der 500-jährigen Dauer der habsburgischen Herrschaft über die Stadt Triest. In seiner Begleitung befanden sich seine Ehefrau Elisabeth, sein Sohn und Thronfolger Rudolf sowie seine Schwiegertochter Stephanie von Belgien. Elisabeth und Stephanie residierten auch in den darauf folgenden Jahren auf dem Schloss. Zwischen 1869 und 1896 hielt sich Kaiserin Elisabeth wiederholt in Miramare auf. Stephanie, die auch eine Nichte von Charlotte war, verbrachte im August 1885 einige Tage auf dem Schloss. Am 22. März 1900 heiratete sie in der Schlosskapelle den ungarischen Grafen Elemér Lónyay. Zu den weiteren Gästen des Schlosses zählten der österreichische Thronfolger Franz Ferdinand von Österreich-Este mit seiner Familie sowie der letzte österreichische Kaiser Karl I. und dessen Ehefrau Zita.

### Das Schloss nach 1914

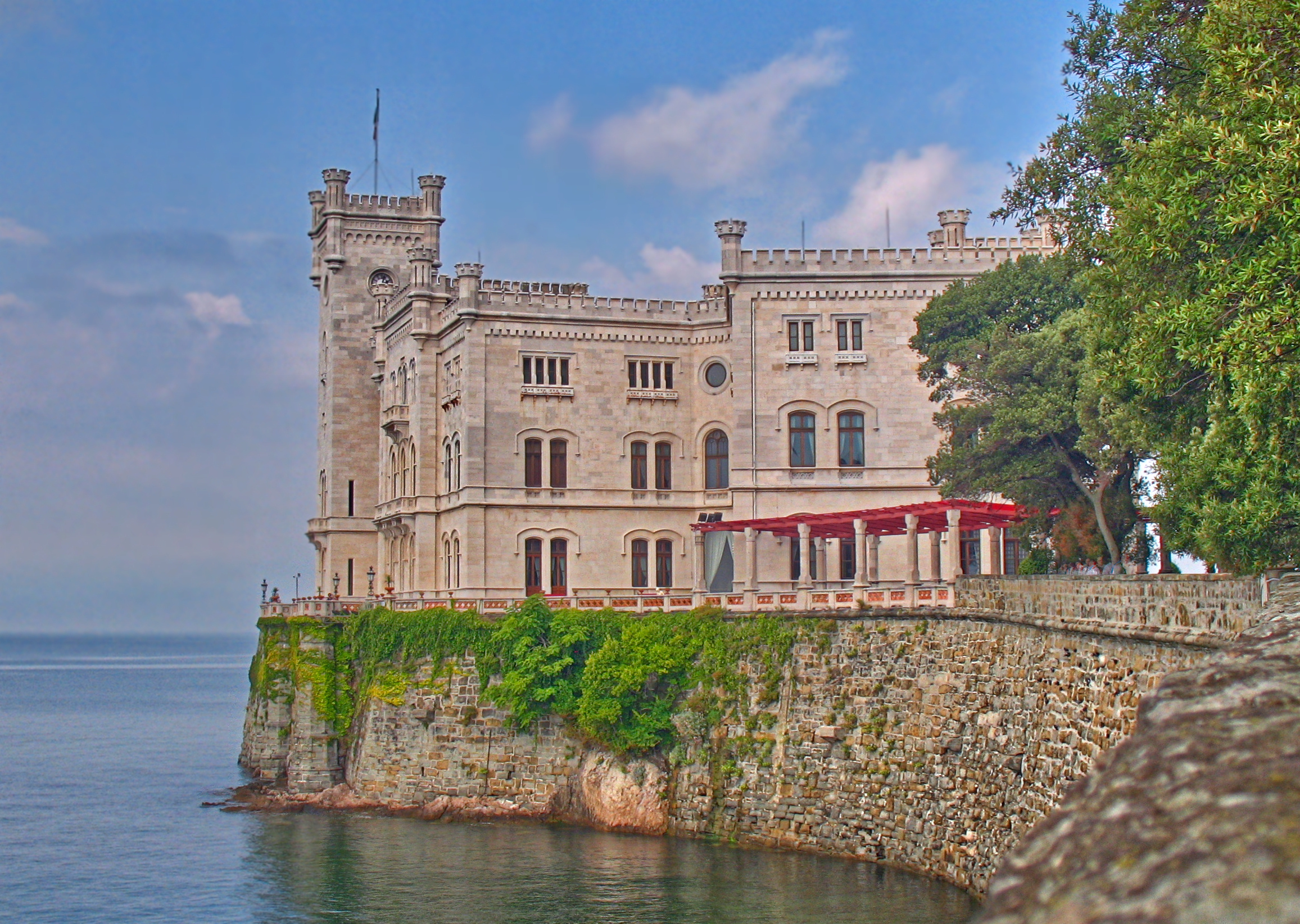
Fußweg zum Schloss

Nach Ausbruch des Ersten Weltkriegs wurde das gesamte Mobiliar nach Wien gebracht und in Schloss Schönbrunn und Schloss Belvedere aufbewahrt. Aufgrund eines Abkommens zwischen Italien und Österreich wurde die Schlosseinrichtung zwischen Oktober 1924 und März 1925 vollständig zurückgebracht, um die ursprüngliche Innenausstattung des Schlosses wiederherzustellen. Am 24. März 1929 wurde das Schloss schließlich für Besucher geöffnet.
Zwischen 1932 und 1937 bewohnte Amadeus von Savoyen, 3. Herzog von Aosta, mit seiner Familie die Räume im ersten Stock des Schlosses. Von 1943 bis 1945 wurde das Schloss zunächst von deutschen Truppen besetzt und anschließend bis 1954 als Militärzentrale der Alliierten genutzt. Seit 1955 dient das Schloss als Museum. Die staatliche Kunstsammlung von Miramare umfasst unter anderem Werke der italienischen Maler Francesco Guardi (1712–1793) und Cesare Dell’Acqua (1821–1905).

## Architektur

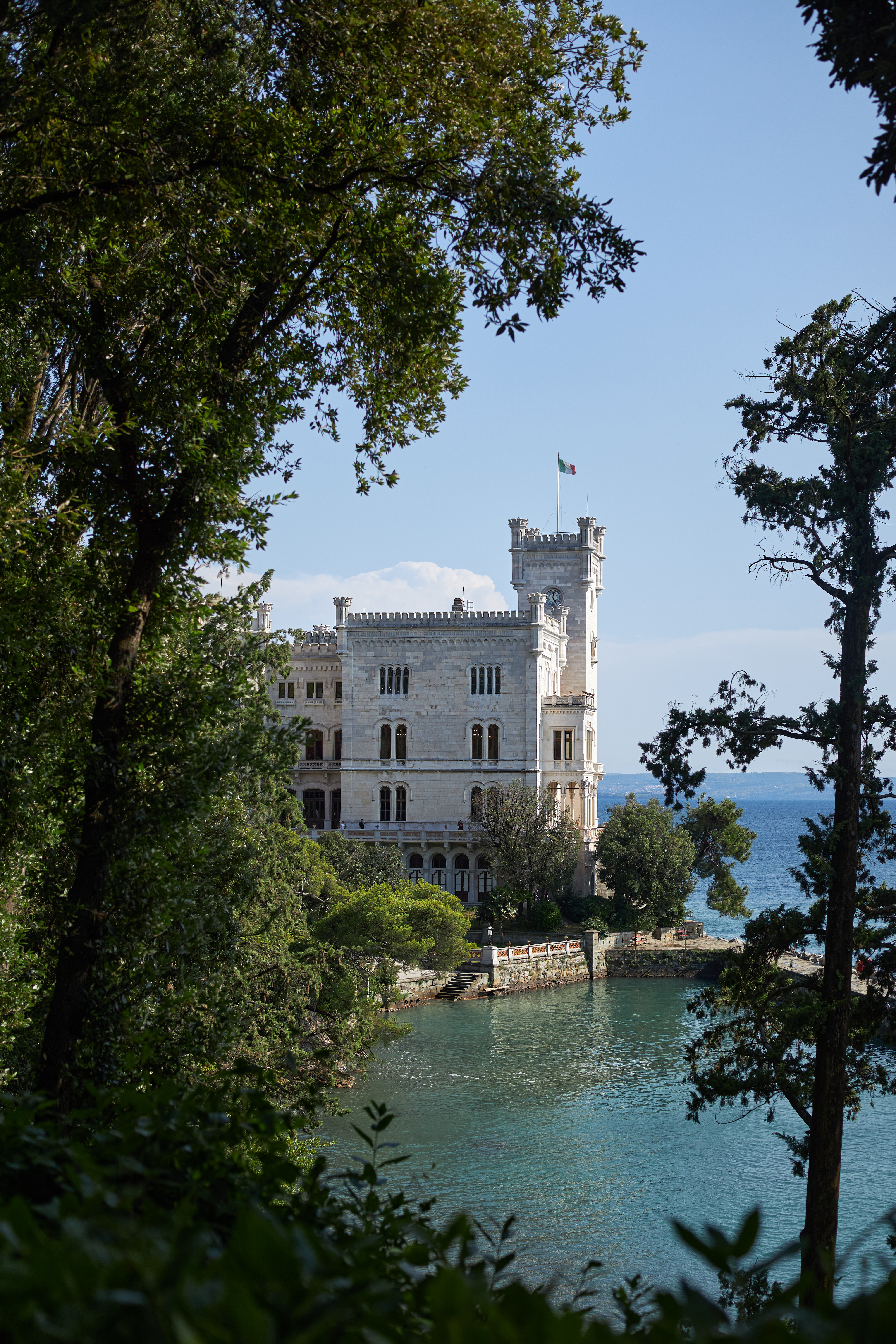
Blick auf Schloss Miramare

### Fassade
Die Fassade des Schlosses besteht aus weißem Kalkstein aus dem benachbarten Istrien und ist ein typisches Beispiel für den romantischen Historismus. Der Architekt Carl Junker kombinierte neugotische Stilelemente mit dem seinerzeit beliebten Rundbogenstil. Als Vorbild für den Bau des Schlosses diente das zwischen 1849 und 1856 von Theophil von Hansen erbaute Wiener Arsenal und das zwischen 1853 und 1857 errichtete Lloydarsenal in Triest.

### Innenausstattung
Das Schloss besteht zwei Hauptgeschossen und einem Mezzanin. Die Innenausstattung des Gebäudes, die auf Anweisung von Erzherzog Maximilian von den Dekorateuren Franz und Julius Hofmann umgesetzt wurde, ist ebenfalls eine Kombination aus verschiedenen Stilrichtungen. Die privaten Wohn- und Schlafräume des erzherzoglichen Paares wurden zwischen 1858 und 1860 im neugotischen und neumittelalterlichen Stil eingerichtet. Die Repräsentationsräume wurden hingegen erst 1870 fertiggestellt und weisen Elemente der Neurenaissance und des Neubarocks auf, die für die Zeit des Zweiten Kaiserreichs typisch waren.

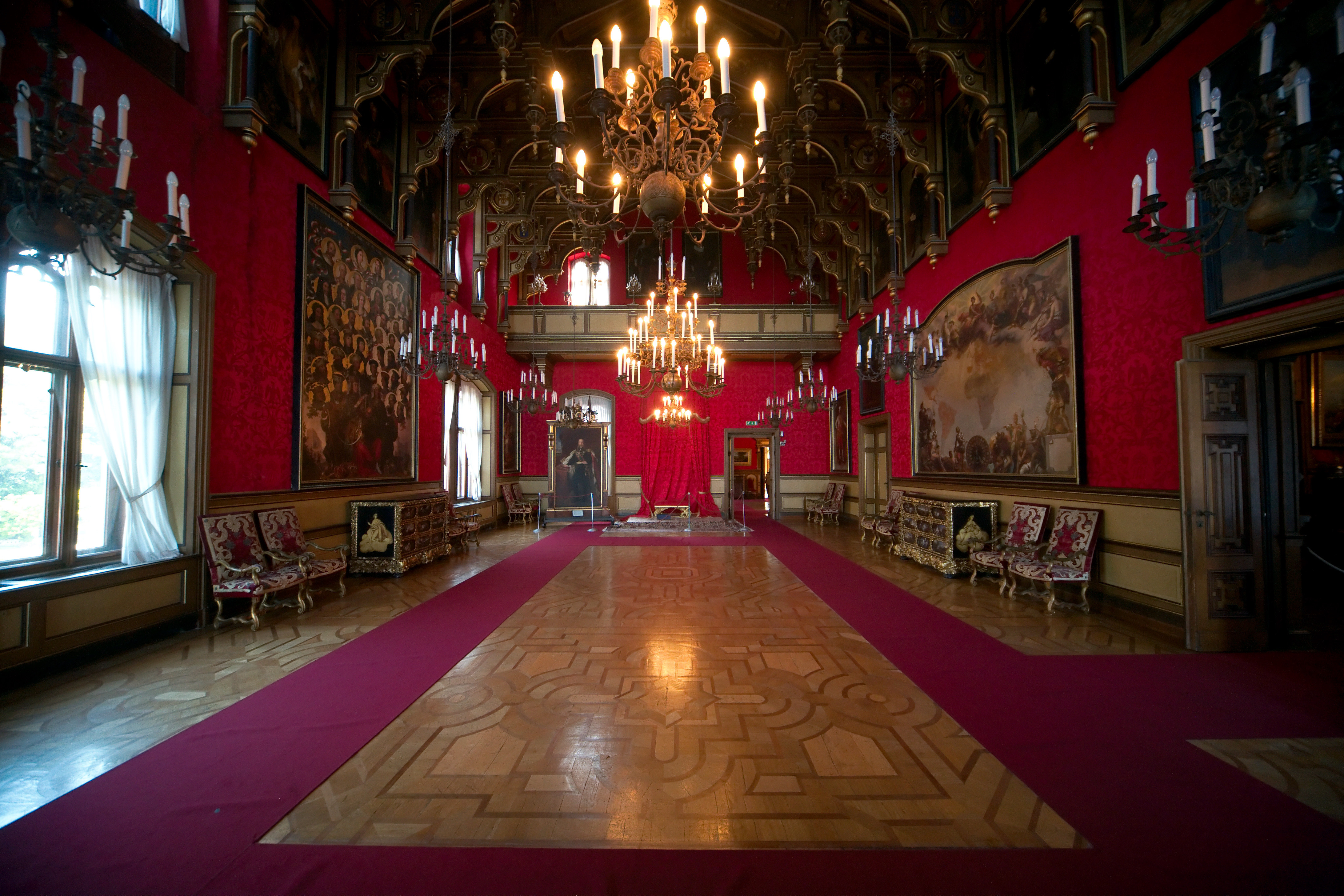
Maximilians Thronsaal
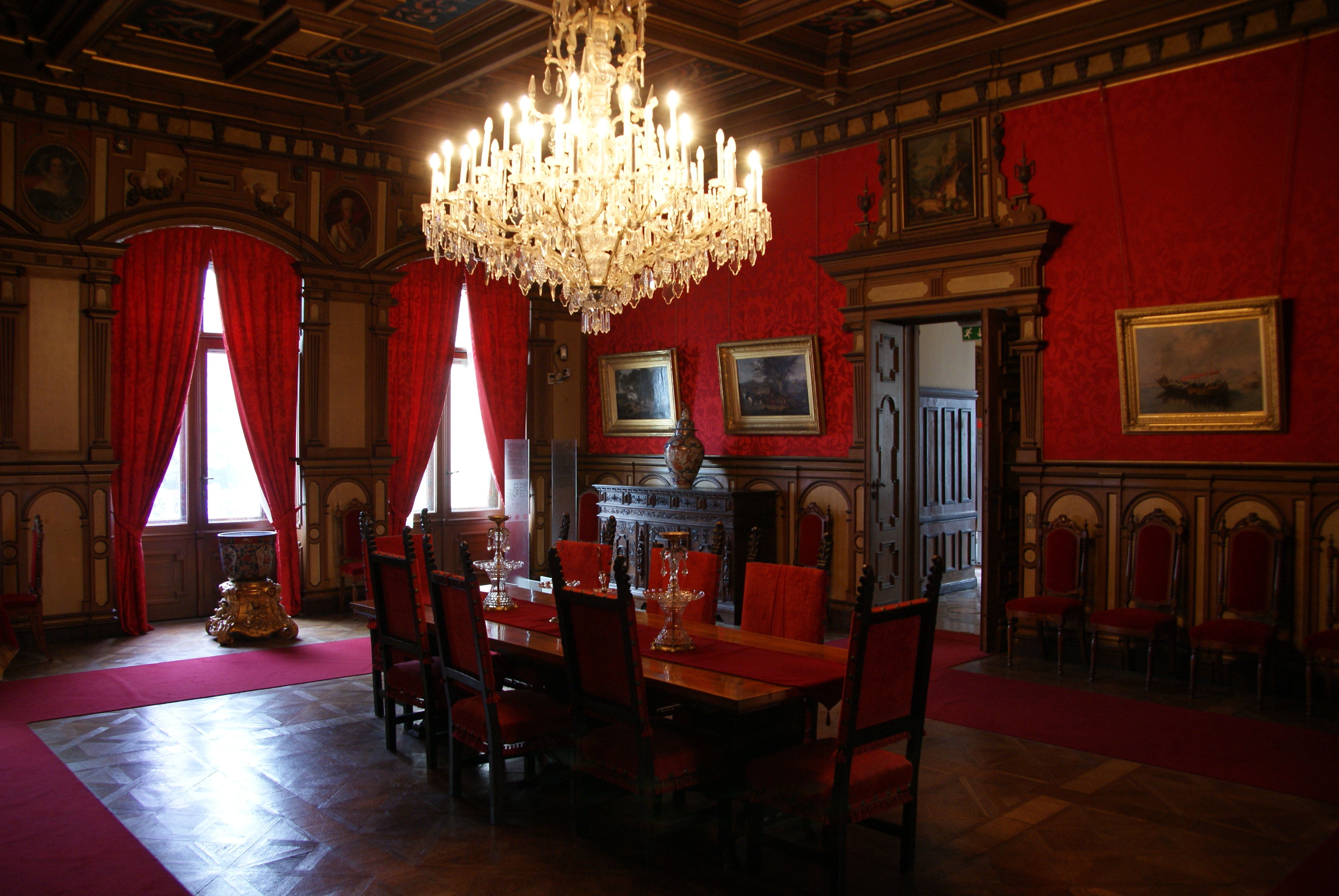
Möwensaal im ersten Obergeschoss
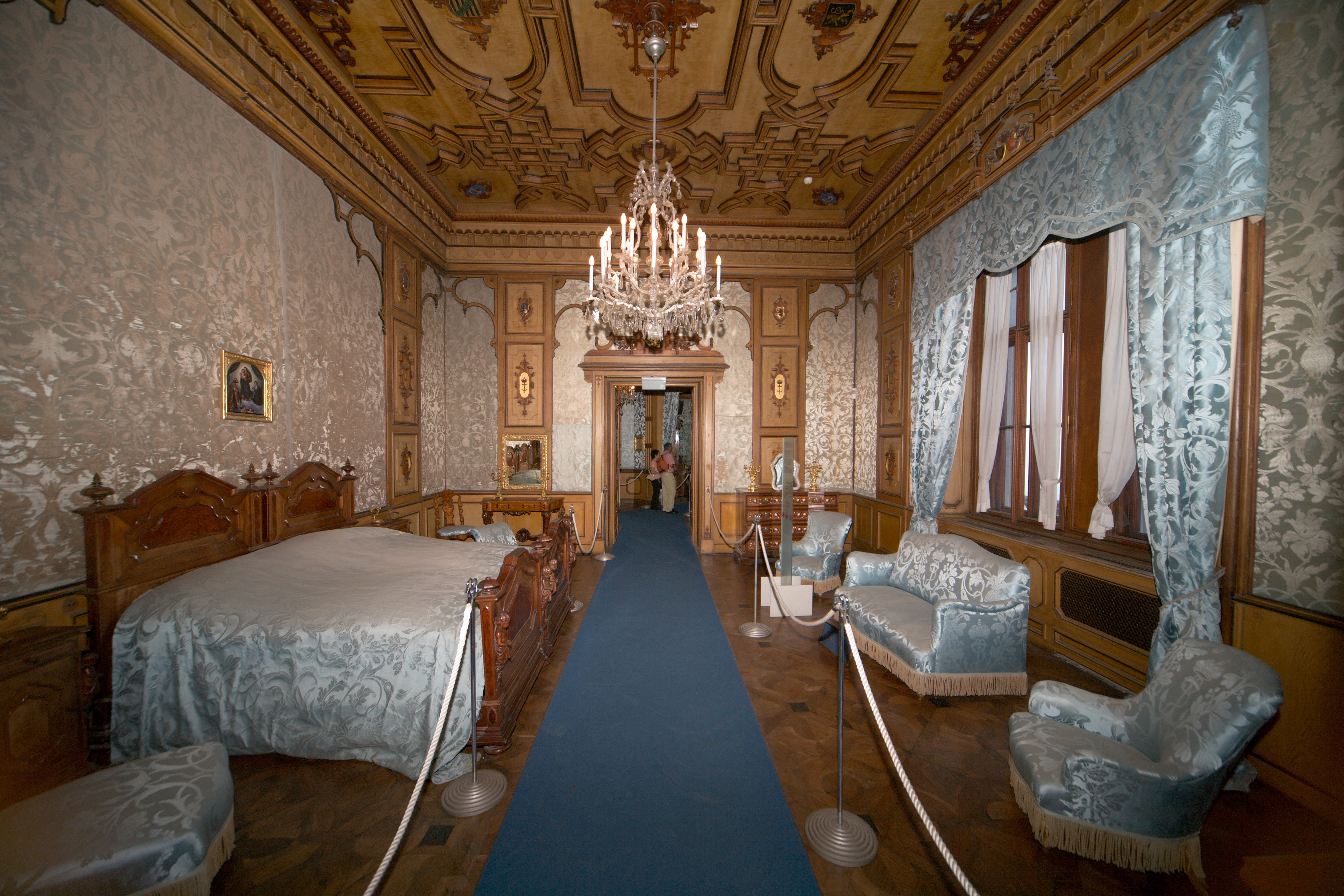
Schlafzimmer von Maximilian und Charlotte

## Parkanlage

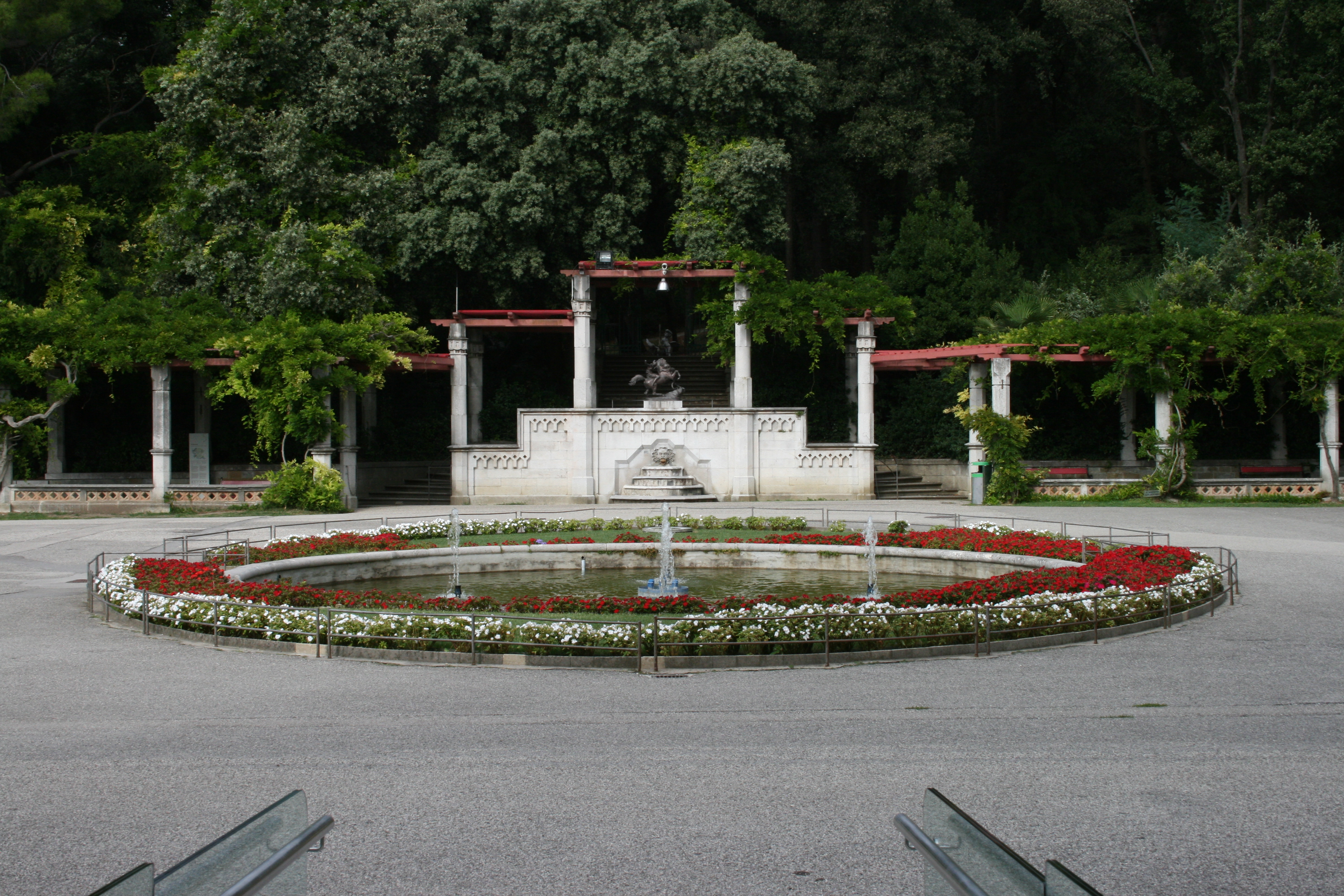
Brunnen beim Schloss Miramare, mit Blick auf die Gartenanlage

Berühmt sind neben dem Schloss auch die ausgedehnten Gartenanlagen, die es umgeben. Der Park erstreckt sich über 22 Hektar auf einem ursprünglich kargen Felsvorsprung. Erzherzog Ferdinand Maximilian wollte diesen kahlen Felshügel in einen Garten und botanische Versuchsanstalt verwandeln. Seinem Wunsch zufolge sollte der Park vor allem ein Ort der Meditation werden, wo Natur und Kunst eine harmonische Verbindung eingehen. Aus diesem Grund wurde unter der Leitung der Hofgärtner Josef Laube und Anton Jelinek ein Teil des Parks als italienischer Garten, der andere als englische Parkanlage angelegt.
Die geometrisch angelegten Blumenbeete des italienischen Gartens deuten auf die Dominanz des Menschen über die Natur hin. Davon ist derzeit allerdings nichts zu bemerken, weil sie komplett erneuert werden  (inklusive der Buchsbaum-Einfassungen), um Schäden hauptsächlich durch schweren Pilzbefall zu beseitigen. Das Triester Denkmalschutzamt beschloss zudem, spätestens Anfang 2015 Eintrittsgeld für den Besuch des Parks zu erheben, um es für die Instandhaltung des Parks zu verwenden. Der überwiegend als Wald angelegte englische Parkbereich stellt hingegen eine typische Naturlandschaft dar. Neben der einheimischen mediterranen Vegetation wie Lorbeersträuchern, Zypressen, Myrten und Holunder enthält der Park eine große Anzahl exotischer Pflanzen (darunter einige sehr seltene Exemplare), die der Erzherzog von seinen Reisen als Admiral der österreichischen Marine mitbrachte, wie z. B. ein aus China stammender Ginkgobaum, ein Küstenmammutbaum sowie Bambusstauden.

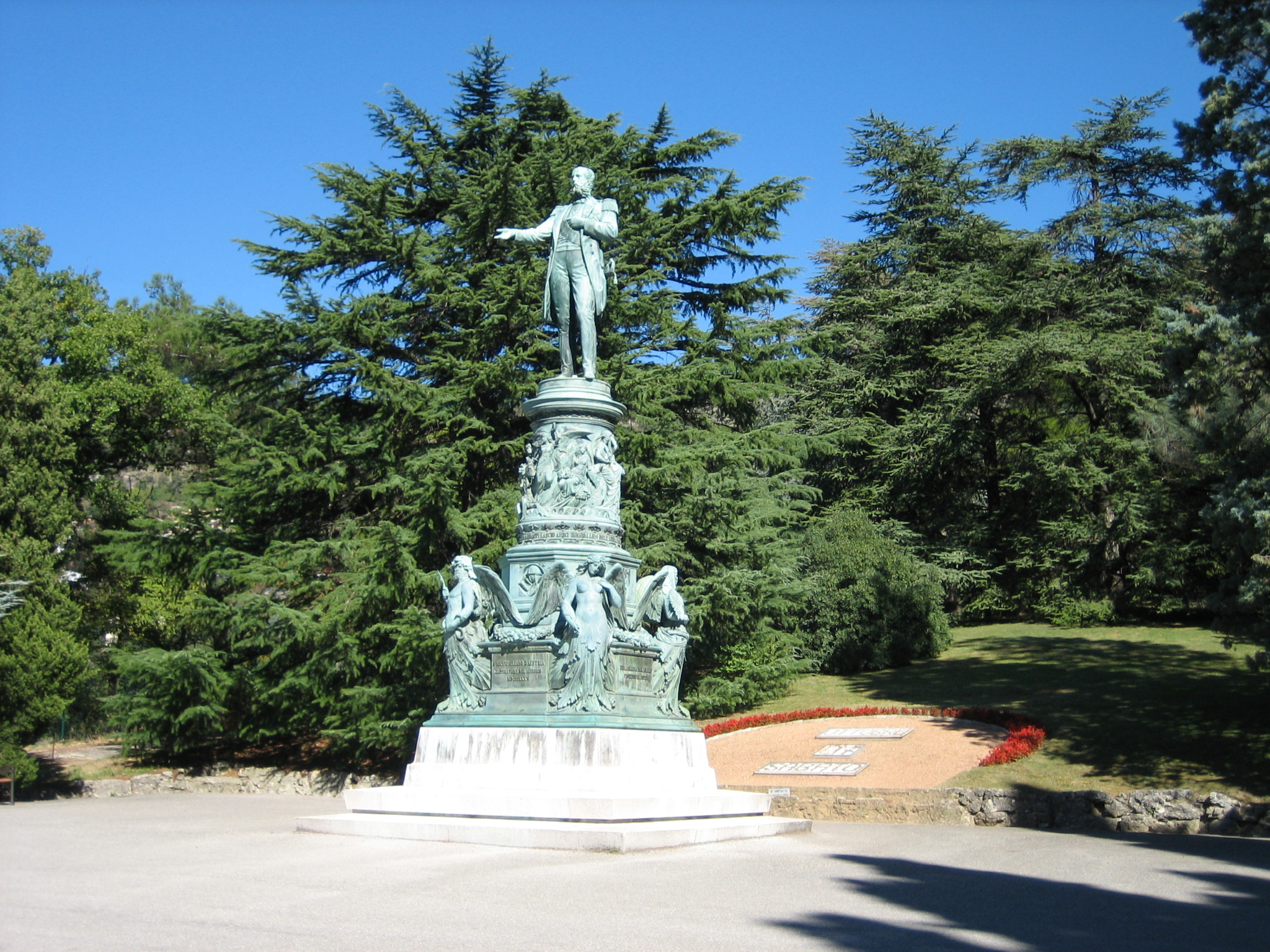
Denkmal von Ferdinand Maximilian im Park des Schlosses (Aufnahme von 2006)

Bis vor wenigen Jahren befand  sich im Park ein Denkmal Maximilians, das auf Veranlassung und unter Leitung von Baron Pasquale Revoltella von dem Bildhauer Johannes Schilling erstellt, 1875 von einem Komitee auf der Piazza Giuseppina (heute Piazza Venezia) in Triest eingeweiht und später in den Schlosspark verlegt wurde. Das über neun Meter hohe Bronzemonument zeigt Erzherzog Ferdinand Maximilian in Vizeadmiralsuniform. Sein Blick und seine Hand waren auf das Schloss Miramare gerichtet. Die Statue steht auf einem Sockel, der mit allegorischen Figuren und Reliefs geschmückt ist. Sie symbolisieren die Macht des Hauses Habsburg und die Philanthropie Maximilians sowie sein Interesse für Wissenschaft und Kunst. Vor 2009 wurde das Denkmal aus dem Schlosspark wieder auf die Piazza Venezia transferiert.

## Gartenhaus

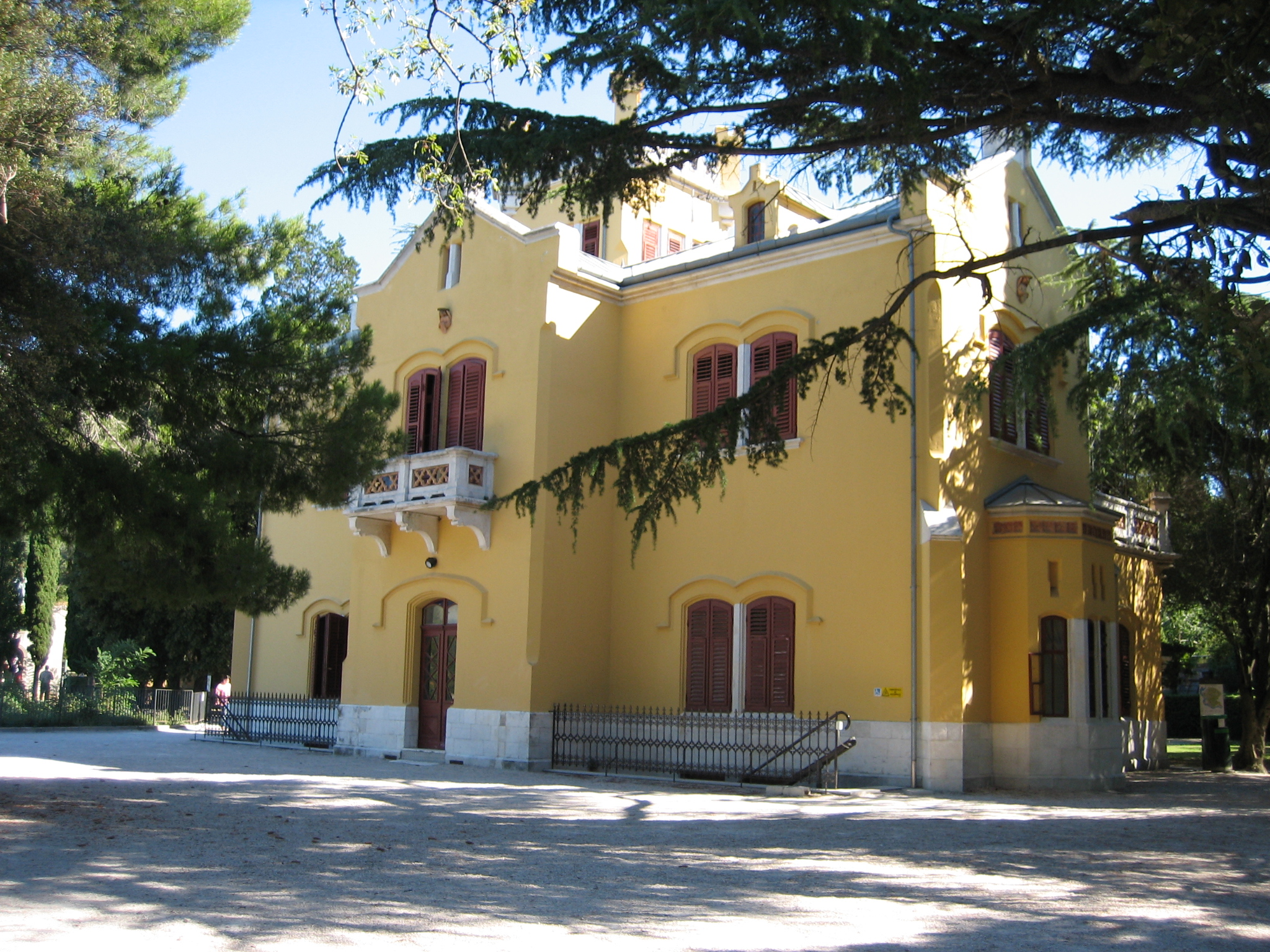
Das Castelletto im Schlosspark

Im Park befindet sich das Castelletto („Schlösschen“), das als Residenz des Paares während der Bauarbeiten am Schloss gedacht war und später als Gartenhaus genutzt wurde. Später wurde es zu einem Gefängnis für Charlotte, nachdem sie nach der Hinrichtung ihres Mannes in Mexiko den Verstand verloren hatte. Heute nützt die Naturschutzorganisation WWF die Räume des Castelletto.

## Weitere Einrichtungen
Neben dem Park (mit einem eigenen Zugang) befinden sich auf einem gemeinsamen Campus zwei naturwissenschaftliche Forschungsinstitute: das International Center for Theoretical Physics (ICTP) und die Scuola Internazionale Superiore di Studi Avanzati (SISSA).